# Lijst van voetbalinterlands Ethiopië - Zambia
Deze lijst van voetbalinterlands is een overzicht van alle officiële voetbalwedstrijden tussen de nationale teams van Ethiopië en Zambia. De landen hebben tot op heden zeventien keer tegen elkaar gespeeld. De eerste ontmoeting, een kwalificatiewedstrijd voor het Wereldkampioenschap voetbal 1974, was op 1 april 1973 in Addis Abeba. Het laatste duel, een vriendschappelijke wedstrijd, werd gespeeld in Lusaka op 5 augustus 2017.

## Wedstrijden
| №  | Plaats        | Datum            | Competitie                   | Wedstrijd         | Uitslag |
| -- | ------------- | ---------------- | ---------------------------- | ----------------- | ------- |
| 1  | Addis Abeba   | 1 april 1973     | WK 1974 kwalificatie         | Ethiopië − Zambia | 0 − 0   |
| 2  | Lusaka        | 15 april 1973    | WK 1974 kwalificatie         | Zambia − Ethiopië | 4 − 2   |
| 3  | Addis Abeba   | 18 mei 1980      | WK 1982 kwalificatie         | Ethiopië − Zambia | 0 − 0   |
| 4  | Ndola         | 1 juni 1980      | WK 1982 kwalificatie         | Zambia − Ethiopië | 4 − 0   |
| 5  | Benghazi      | 10 maart 1982    | Afrika Cup 1982              | Zambia − Ethiopië | 1 − 0   |
| 6  | Blantyre      | 6 november 1988  | CECAFA Cup 1988              | Ethiopië − Zambia | 0 − 0   |
| 7  | Addis Abeba   | 31 maart 1989    | Vriendschappelijk            | Ethiopië − Zambia | 0 − 1   |
| 8  | Addis Abeba   | 2 april 1989     | Vriendschappelijk            | Ethiopië − Zambia | 2 − 2   |
| 9  | Mwanza        | 17 november 1992 | CECAFA Cup 1992              | Zambia − Ethiopië | 3 − 2   |
| 10 | Addis Abeba   | 2 juli 2000      | Afrika Cup 2002 kwalificatie | Ethiopië − Zambia | 1 − 0   |
| 11 | Lusaka        | 15 juli 2000     | Afrika Cup 2002 kwalificatie | Zambia − Ethiopië | 2 − 0   |
| 12 | Addis Abeba   | 21 november 2001 | Vriendschappelijk            | Ethiopië − Zambia | 1 − 2   |
| 13 | Addis Abeba   | 5 december 2006  | CECAFA Cup 2006              | Zambia − Ethiopië | 1 − 0   |
| 14 | Nairobi       | 2 december 2009  | CECAFA Cup 2009              | Ethiopië − Zambia | 0 − 1   |
| 15 | Dar es Salaam | 7 december 2010  | CECAFA Cup 2010              | Zambia − Ethiopië | 1 − 2   |
| 16 | Nelspruit     | 21 januari 2013  | Afrika Cup 2013              | Zambia − Ethiopië | 1 − 1   |
| 17 | Lusaka        | 5 augustus 2017  | Vriendschappelijk            | Zambia − Ethiopië | 0 − 0   |

## Samenvatting
| Competitie              | Totaal gespeeld | Winst Ethiopië | Gelijk | Winst Zambia | Doelsaldo Ethiopië – Zambia |
| ----------------------- | --------------- | -------------- | ------ | ------------ | --------------------------- |
| WK-kwalificatie         | 4               | 0              | 2      | 2            | 2 − 8                       |
| Afrika Cup              | 2               | 0              | 1      | 1            | 1 − 2                       |
| Afrika Cup-kwalificatie | 1               | 1              | 0      | 0            | 1 − 2                       |
| CECAFA Cup              | 5               | 1              | 1      | 3            | 4 − 6                       |
| Vriendschappelijk       | 4               | 0              | 2      | 2            | 3 − 5                       |
| Totaal                  | 17              | 2              | 6      | 9            | 11 − 23                     |

Wedstrijden bepaald door strafschoppen worden, in lijn met de FIFA, als een gelijkspel gerekend.
EFF · 
A-internationals · 
Ethiopisch vrouwenelftal · Olympisch elftal
1940 – 1949 · 
1950 – 1959 · 
1960 – 1969 · 
1970 – 1979 · 
1980 – 1989 · 
1990 – 1999 · 
2000 – 2009 · 
2010 – 2019 ·
2020 − 2029
Algerije ·
Angola ·
Benin ·
Botswana ·
Burkina Faso ·
Burundi ·
Centraal-Afrikaanse Republiek ·
Comoren ·
Congo-Brazzaville ·
Congo-Kinshasa ·
Djibouti ·
Egypte ·
Ghana ·
Griekenland ·
Guinee ·
Guinee-Bissau ·
Guyana ·
Israël ·
Ivoorkust ·
Jemen ·
Joegoslavië ·
Kaapverdië ·
Kameroen ·
Kenia ·
Lesotho ·
Liberia ·
Libië ·
Madagaskar ·
Malawi ·
Mali ·
Marokko ·
Mauritanië ·
Mauritius ·
Mozambique ·
Namibië ·
Niger ·
Nigeria ·
Oeganda ·
Rwanda ·
Sao Tomé en Principe ·
Senegal ·
Seychellen ·
Sierra Leone ·
Soedan ·
Somalië ·
Tanzania ·
Togo ·
Tsjaad ·
Tunesië ·
Turkije ·
Zambia ·
Zimbabwe ·
Zuid-Afrika ·
Zuid-Jemen ·
Zuid-Soedan
FAZ · 
A-internationals · 
Selecties · 
Statistieken · 
Zambiaans vrouwenelftal · 
Olympisch elftal · 
Zambia U21 · 
Zambia U20 · 
Zambia U18 · 
Zambia U17
1964 – 1979 ·
1980 – 1989 ·
1990 – 1999 ·
2000 – 2009 ·
2010 – 2019 ·
2020 − 2029
1964 ·
1965 ·
1966 ·
1967 ·
1968 ·
1969 ·
1970 ·
1971 ·
1972 ·
1973 ·
1974 ·
1975 ·
1976 ·
1977 ·
1978 ·
1979 ·
1980 ·
1981 ·
1982 ·
1983 ·
1984 ·
1985 ·
1986 ·
1987 ·
1988 ·
1989 ·
1990 ·
1991 ·
1992 ·
1993 ·
1994 ·
1995 ·
1996 ·
1997 ·
1998 ·
1999 ·
2000 ·
2001 ·
2002 ·
2003 ·
2004 ·
2005 ·
2006 ·
2007 ·
2008 ·
2009 ·
2010 ·
2011 ·
2012 ·
2013 ·
2014 ·
2015 ·
2016 ·
2017 ·
2018 ·
2019 ·
2020 ·
2021 ·
2022
Algerije · 
Angola ·
België ·
Benin ·
Botswana ·
Brazilië ·
Burkina Faso ·
Burundi ·
Chili ·
China ·
Comoren ·
Congo-Brazzaville ·
Congo-Kinshasa ·
Djibouti ·
Ecuador ·
Egypte ·
Equatoriaal-Guinea ·
Ethiopië ·
Gabon ·
Gambia ·
Ghana ·
Guinee ·
Guinee-Bissau ·
Honduras ·
India ·
Irak ·
Iran ·
Israël ·
Ivoorkust ·
Jamaica ·
Japan ·
Jemen ·
Jordanië ·
Kaapverdië ·
Kameroen ·
Kenia ·
Koeweit ·
Lesotho ·
Liberia ·
Libië ·
Madagaskar ·
Malawi ·
Mali ·
Marokko ·
Mauritanië ·
Mauritius ·
Mozambique ·
Namibië ·
Niger ·
Nigeria ·
Noord-Korea ·
Oeganda ·
Oman ·
Rwanda ·
Saoedi-Arabië ·
Senegal ·
Seychellen ·
Sierra Leone ·
Soedan ·
Somalië ·
Swaziland ·
Tanzania ·
Togo ·
Tsjaad ·
Tunesië ·
Zimbabwe ·
Zuid-Afrika ·
Zuid-Korea
Ivoorkust (2012)